# Figuren aus Episodes

Logo der Serie

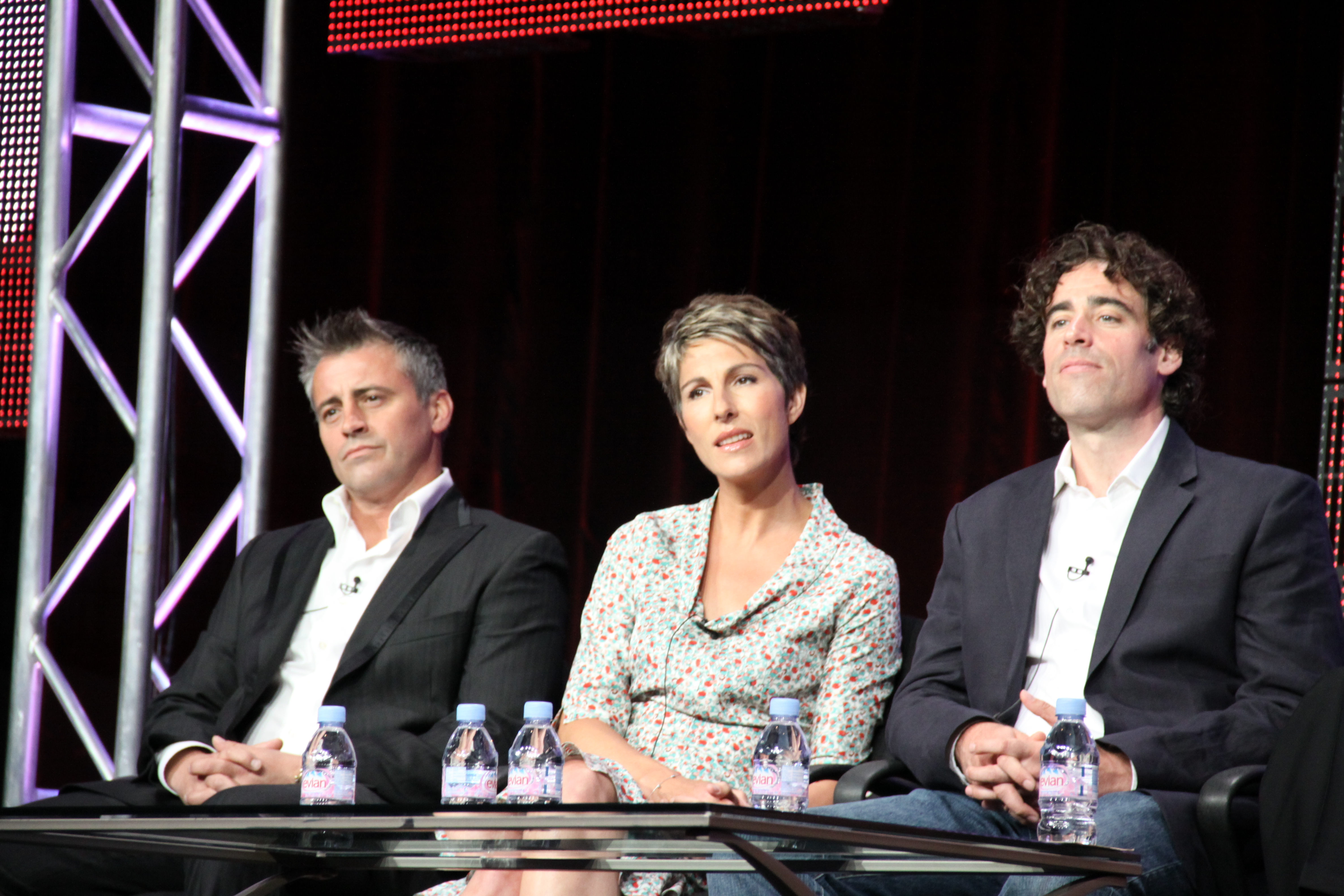
Drei der Hauptdarsteller, 2010

Dieser Artikel listet Figuren aus der US-amerikanischen Fernsehserie Episodes.

## Hauptfiguren

### Matt LeBlanc

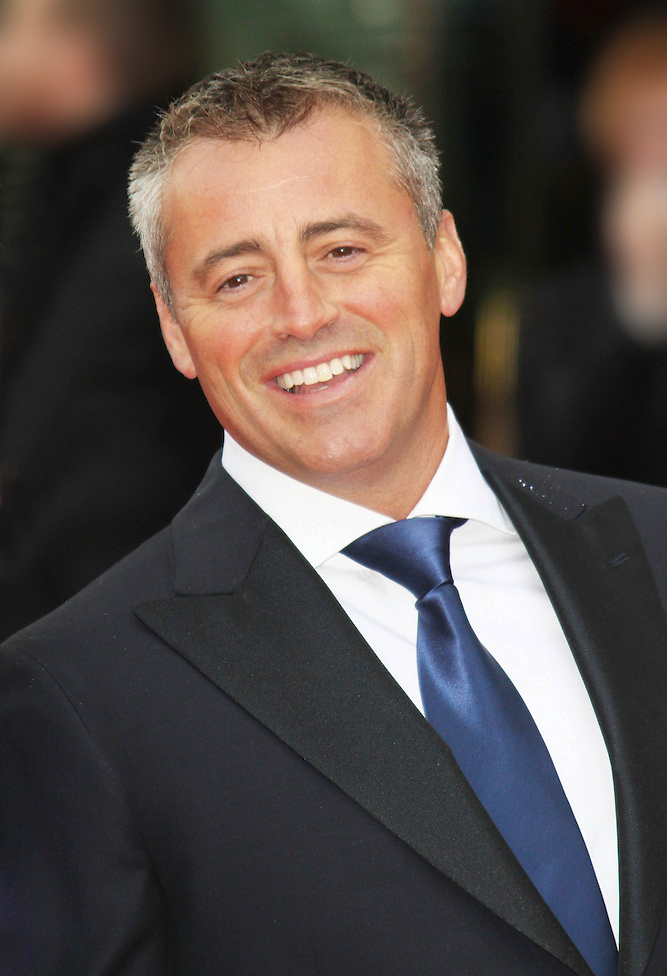
Matt LeBlanc spielt sich selbst

Matt LeBlanc (gespielt von sich selbst) ist ein Schauspieler und wurde vom Sender als Hauptdarsteller der Serie Pucks! engagiert, wo er die Figur Coach Lyman spielt. LeBlanc ist wohlhabend und charmant, aber auch arrogant. Er hat zwei Kinder mit seiner Exfrau Diane, welche sich von ihm scheiden ließ, nachdem er sie mehrfach betrogen hat.
Er lebt in einem Strandhaus und besitzt ein Flugzeug, ein Boot und eine Autosammlung, darunter ein Alfa Romeo 8C Competizione.
Er ist befreundet mit Sean, wobei die Freundschaft kurzzeitig einbricht, nachdem Matt mit Beverly Sex hat. Die Beziehung zu selbiger ist anfangs distanziert und ablehnend, verbessert sich aber im Lauf der Serie.
In Staffel zwei beginnt er eine Affaire mit Jamie, der Frau seines Chefs. Am Ende von Staffel zwei trennt sich diese von ihrem Mann und die beiden beginnen eine Beziehung, welche endet, nachdem Matt sie mit Dawn, der Tochter von Morning, betrog. LeBlanc hat eine Stalkerin, Labia, welche ihn seit 15 Jahren nachstellt. Er lernte sie kennen, nachdem er ihr durch die Organisation Make-A-Wish einen Wunsch erfüllte. Die Stalkerin gefährdet seine Beziehung zu seinen Kindern, da seine Exfrau diese als Gefahr für die Kinder wahrnimmt und deshalb mit dem Entzug des Sorgerechts droht, sollte er dies nicht in den Griff bekommen.
In Staffel drei versucht Andrew Lesley ihn für seine eigene Serie abzuwerben, was Matt auch möchte, jedoch aufgrund von Vertragsbindungen nicht tun kann. In Staffel vier erfährt er, dass sein Buchhalter ihm die Hälfte seines Vermögens klaute, gut 32 Millionen Dollar, bevor dieser Suizid beging. Weil er nicht bereit ist Einsparungen vorzunehmen, nimmt er die Rolle des Gameshowmoderators für The Box an, wodurch er mit Merc wieder arbeiten muss. Trotz Bemühungen auf beiden Seiten kann man keine geordnete Arbeitsatmosphäre herstellen und es endet mit einer Rangelei während der Aufführung zur ersten Folge.

### Beverly Lincoln

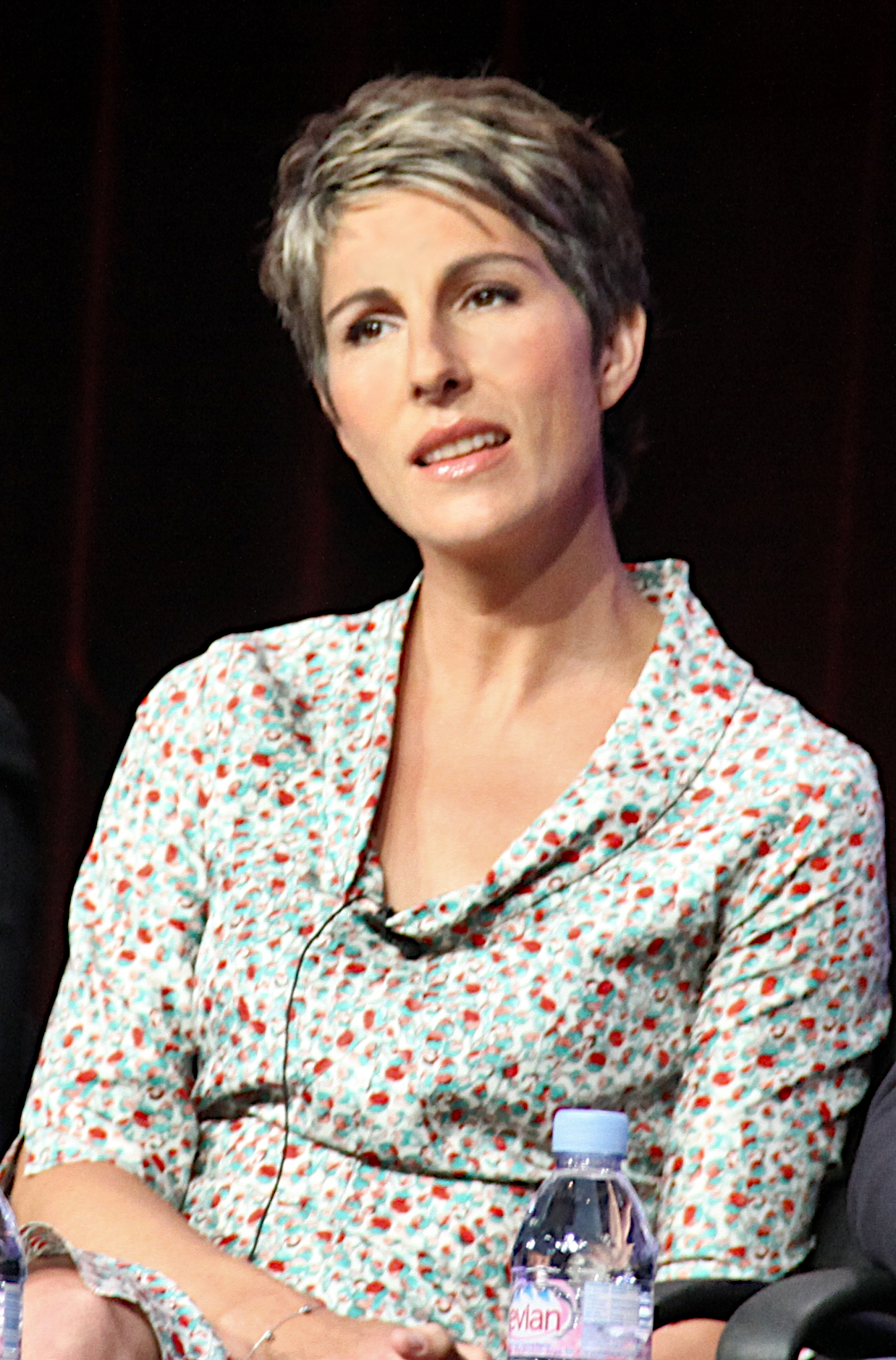
Tamsin Greig spielt Beverly Lincoln

Beverly (dargestellt von Tamsin Greig) ist eine britische Drehbuchautorin und Ehefrau von Sean. In Großbritannien war sie durch die mit ihrem Mann geschriebene Serie Lyman’s Boys erfolgreich, von welcher sie ein US-Remake schreiben soll, das jedoch nach diversen Änderungen nichts mehr mit der Ausgangsserie zu tun hat. In Hollywood verschlechtert sich die Beziehung zu Sean und sie entwickelt Neid auf Morning. Dies endet damit, dass Beverly mit Matt schläft. Daraufhin trennt sich Sean von Beverly und schläft mehrfach mit Morning. Am Ende von Staffel zwei kommt er mit Beverly wieder zusammen. Sie hat eine enge Freundschaft mit Carol, mit der zusammen sie gerne wandert und Marihuana raucht.
Ihre Beziehung zu Matt ist anfangs schlecht, verbessert sich aber mit der Zeit.
In Staffel drei schreibt sie mit ihrem Mann an einer weiteren Serie, The Opposite of Us, welche sie mit Hilfe von Eileen Jaffee verkauft.

### Sean Lincoln

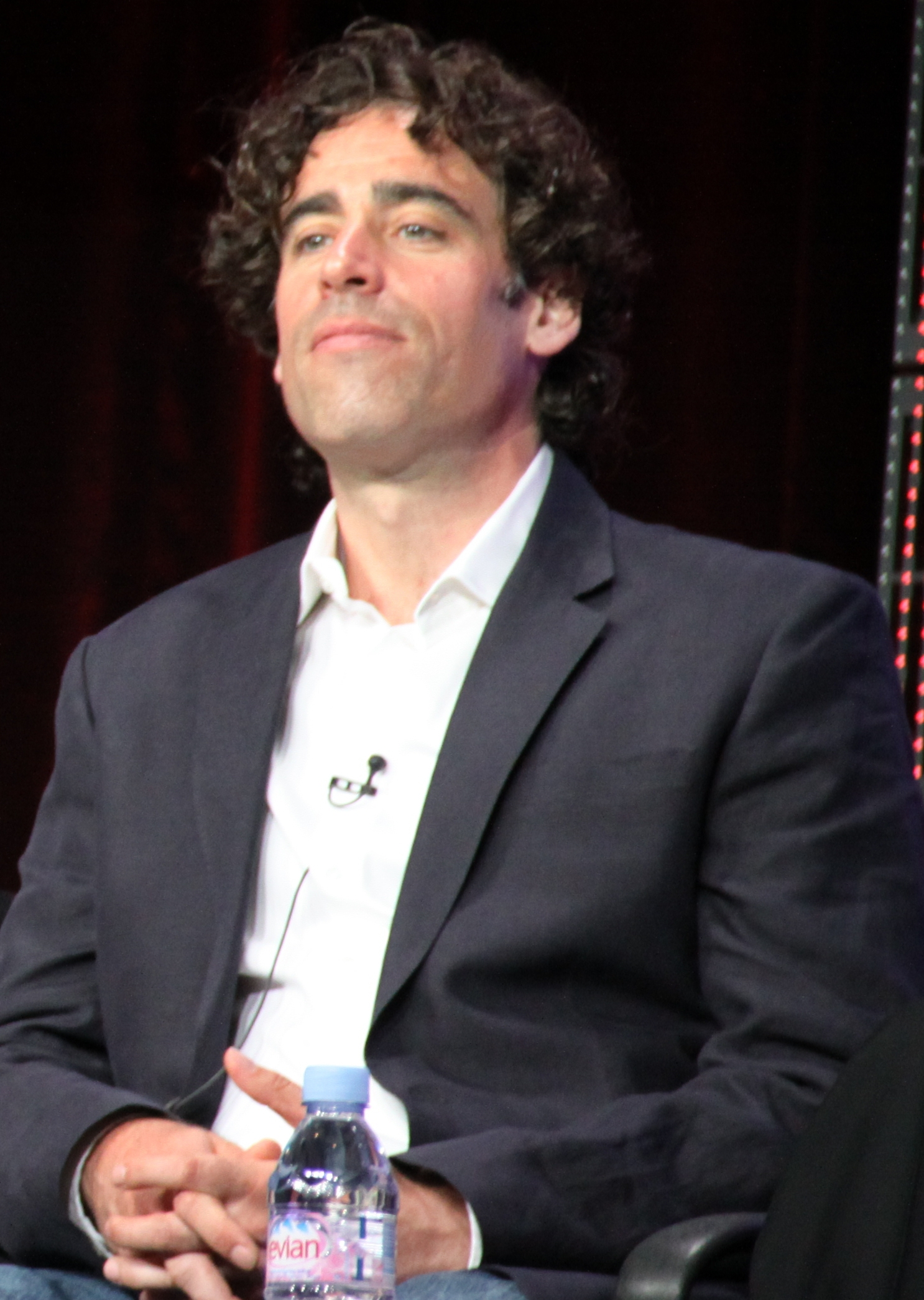
Stephen Mangan spielt Sean Lincoln

Sean (dargestellt von Stephen Mangan) ist ein britischer Drehbuchautor und Ehemann von Beverly. In Großbritannien war er durch die mit seiner Frau geschriebene Serie Lyman’s Boys erfolgreich, von welcher er eine US-Version schreiben soll, die jedoch nach diversen Änderungen nichts mehr mit der Ausgangsserie zu tun hat. In Hollywood verschlechtert sich die Beziehung zu Beverly und er fühlt sich zunehmend von Morning angezogen. Dies endet damit, dass Beverly mit Matt schläft. Daraufhin trennt er sich von Beverly und schläft mehrfach mit Morning. Am Ende von Staffel zwei kommt er mit Beverly wieder zusammen. Er hat eine enge Freundschaft mit Matt, welche sich kurzzeitig verschlechtert, nachdem Matt mit seiner Frau schlief.
In Staffel drei schreibt er mit seiner Frau an einer weiteren Serie, The Opposite of Us. Er lässt sich leichter vom Lebensstil in Hollywood begeistern und ist auch Matt gegenüber weniger kritisch eingestellt als seine Frau.

### Carol Rance
Carol (dargestellt von Kathleen Rose Perkins) ist Vizechefin des Programms und Untergebene des Programmdirektors (Merc, Castor, Helen). Sie ist kompetenter als Merc und sollte ihn deshalb ersetzten, bevor sich der Vorstand für Castor entschied. Sie hatte 5 Jahre lang eine Affaire mit Merc, welche sie am Ende der zweiten Staffel beendete. In Staffel drei beginnt sie eine Affaire mit Castor und in der vierten Staffel eine Beziehung mit Helen. Die Beziehung scheitert an der Eifersucht Helens. Am Ende der vierten Staffel kündigt sie und nimmt ein Angebot von Castor für einen Job an, der sich als nichtexistent erweist. Sie hat eine enge Freundschaft zu Beverly, mit der zusammen sie gerne Marihuana raucht und wandert. Sie mag Pucks!

### Merc Lapidus
Merc (dargestellt von John Parkow) ist der ehemalige Programmchef. Er brachte Sean und Beverly nach Los Angeles. Er ist verheiratet mit Jamie Lapidus, welche ihn mit Matt betrügt und ihn schließlich auch für ihn verlässt. Er hatte 5 Jahre lang eine Affaire mit Carol, welche ihn verlässt, kurz nachdem er erfahren hat, dass er entlassen wurde. Er ist cholerisch und hat seit Staffel drei einen Hass auf LeBlanc, dem er nicht verzeihen kann, dass er ihm seine Frau ausgespannt hat. Nach seiner Entlassung arbeitet er als Produzent und verkauft an den Sender die Gameshow The Box. Als Moderator wird zu seinem Ärgernis LeBlanc ausgewählt, mit welchem er trotz ernsthafter Versuche nicht klar kommt. Er bekam in Staffel 2 die Auszeichnung Mann des Jahres.

### Morning Randolph
Morning (dargestellt von Mircea Monroe) ist eine Schauspielerin, welche vom Sender eingestellt wurde, um die Rolle der Nicola McCutcheon in Pucks! zu spielen. Sie ist älter als Beverly, obwohl sie wesentlich jünger aussieht, was angeblich durch plastische Chirurgie zustande kam. Sie mag Sean und hat in Staffel 2 auch öfters Sex mit ihm. Auf Grund dessen ist Beverly nicht besonders begeistert von Morning, sie pflegen aber eine professionelle Beziehung. Morning hat eine Tochter namens Dawn, welche sie immer als ihre Schwester vorstellt. Ihre Beziehung zu Matt ist solide, nachdem Matt jedoch mit ihrer Tochter Sex hatte, ist sie wütend auf ihn. In früheren Jahren war sie ein Star, als sie eine Figur namens Kelly in der Serie Kelly Show darstellte. Es existieren mehrere Sexfilmchen von ihr.

## Nebenfiguren

### Andy Button
Andy (dargestellt durch Joseph May) ist Chef der Sparte Casting. Er ist homosexuell und der einzige, welchem die Show mit dem sprechenden Hund gefiel, wofür er von Merc gefeuert wurde. Nach einer Klagedrohung wurde er wieder eingestellt.

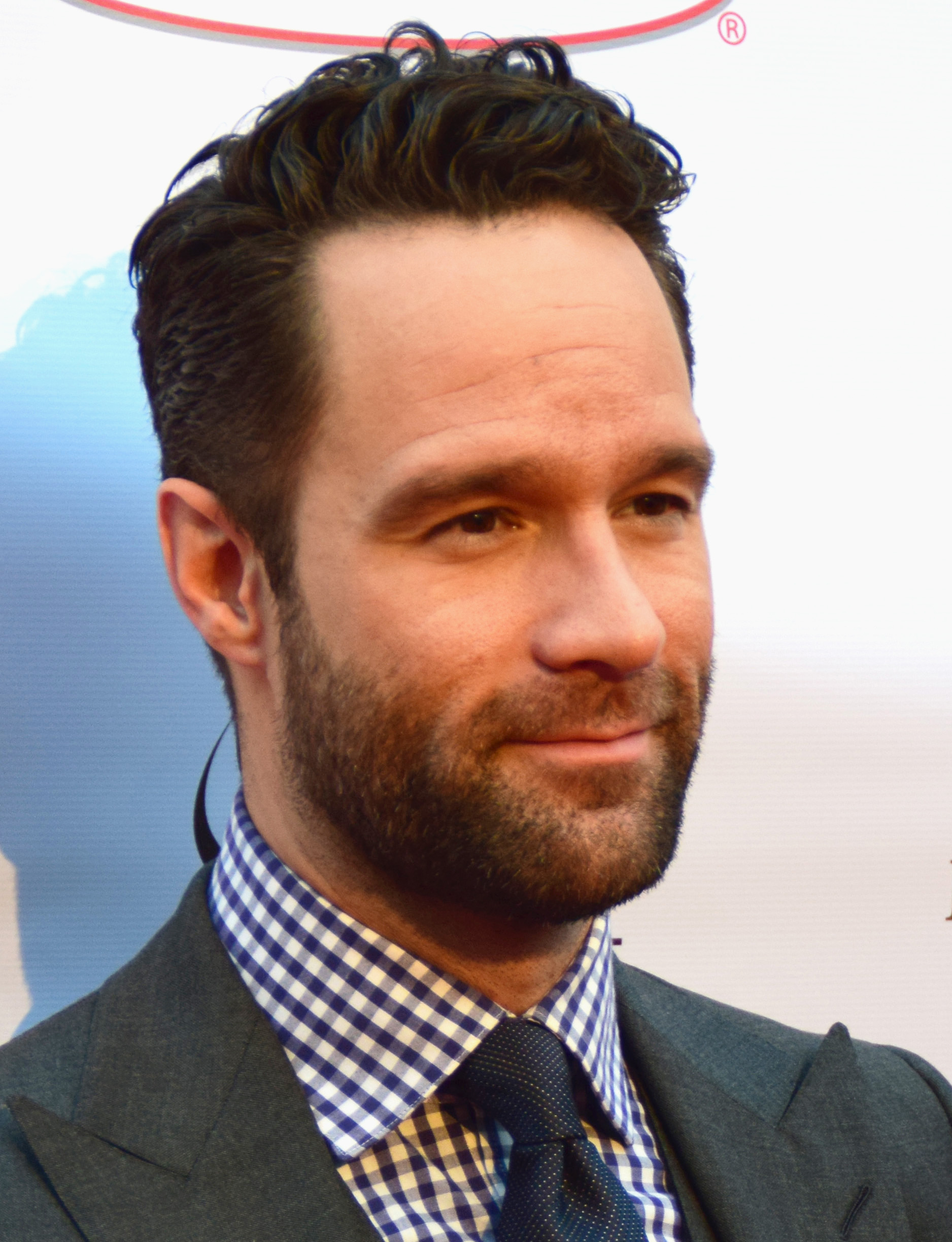
Chris Diamantopoulos spielt Castor Sotto

### Myra Licht
Myra (dargestellt von Daisy Haggard) ist Chefin der Sparte Comedy. Sie hat permanent eine schlechte Mimik und äußert häufig missbilligende Geräusche. Sie bekommt in Staffel 4 ein Kind.

### Castor Sotto
Castor (dargestellt von Chris Diamantopoulos) ist der Programmchef des Senders in Staffel 3 und damit der Nachfolger von Merc. Er leidet unter psychischen Störungen, welche medikamentös behandelt werden müssen. Eine Nebenwirkung ist, dass er durch vieles nichtsexuelles erregt wird. Um eine Erektion loszuwerden, beginnt er eine Affaire mit Carol. Nachdem er die Medikation gegen den Rat seines Psychiaters absetzt, dreht er durch und wird entlassen. Am Ende der vierten Staffel bietet er im Wahn Carol einen nichtexistenten Job an.

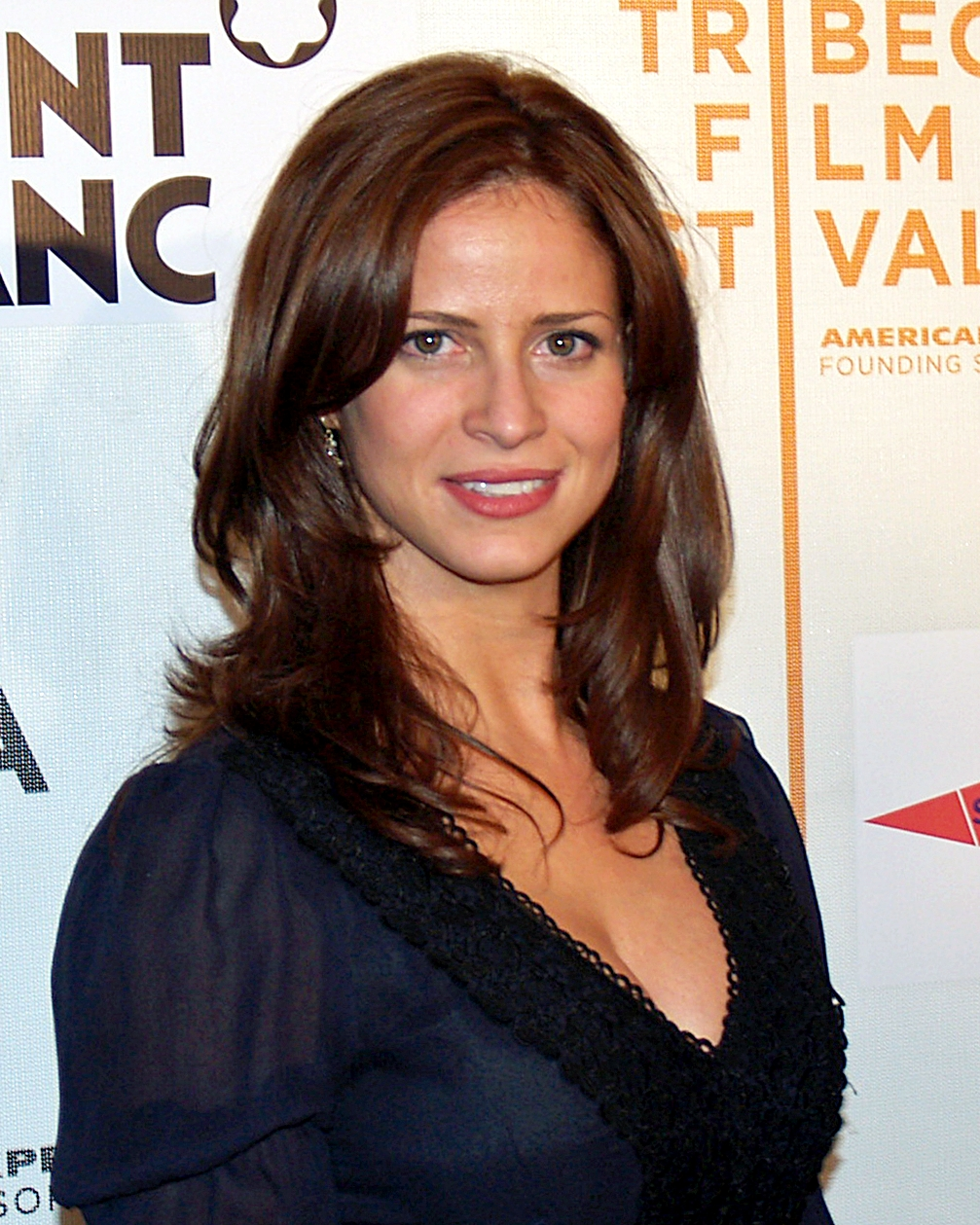
Andrea Savage spielt Helen Basch

### Jamie Lapidus
Jamie (dargestellt von Jenevieve O’Reilly) ist die Ehefrau von Merc. Nach einer Lebensmittelvergiftung, welche sie im Urlaub bekam, ist sie blind. In Staffel 2 beginnt sie eine Affaire mit Matt. In der letzten Folge selbiger Staffel verlässt sie Merc und beginnt eine Beziehung mit Matt. Diese beendet sie in Staffel 3, nachdem sie herausfindet, dass Matt sie betrogen hat. Sie spielt Golf.

### Diane
Diane (dargestellt von Fiona Glascott) ist die Exfrau von Matt und Mutter seiner beiden Kinder. Sie ist häufig wütend auf Matt, von welchem sie sich scheiden ließ, nachdem er sie mehrfach betrog. Nachdem Labia sich ihren Kindern genähert hat, droht sie jenem, die Besuchsrechte für die Kinder wegzunehmen. Sie war zwischenzeitlich erneut verlobt, löste die Verlobung jedoch. Ihre Lieblingsspeise sind Krabben aus Baltimore.

### Helen Basch
Helen (dargestellt von Andrea Savage) ist die Programmchefin des Senders  und Nachfolgerin von Castor. Sie ist geschieden und bezieht medizinisches Marihuana gegen Schlafstörungen. Sie beginnt eine lesbische Beziehung mit Carol, welche sie jedoch beendet, da sie überzeugt ist, Carol habe eine Affaire mit Beverly.

### Andrew Lesley
Andrew (dargestellt von Oliver Kieran-Jones) ist der ehemalige Assistent von Sean und Beverly aus England. Er wurde Drehbuchautor und zog nach Los Angeles. Dort verkaufte er in Staffel eins ein Drehbuch an Paramount Pictures, was die Lincolns sehr ärgert. In Staffel zwei verkauft ein weiteres Drehbuch, bei dem er zusätzlich noch Regie führen soll. Im Anschluss daran schreibt er noch eine Serie für NBC, mit welcher er versucht Matt abzuwerben.

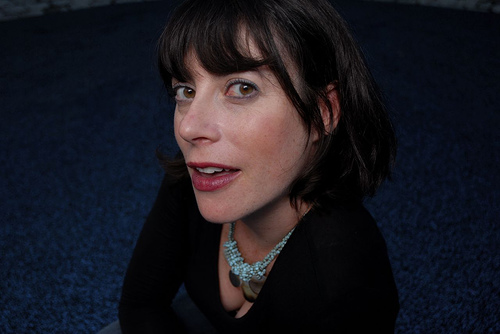
Andrea Rosen spielt Eileen Jaffee

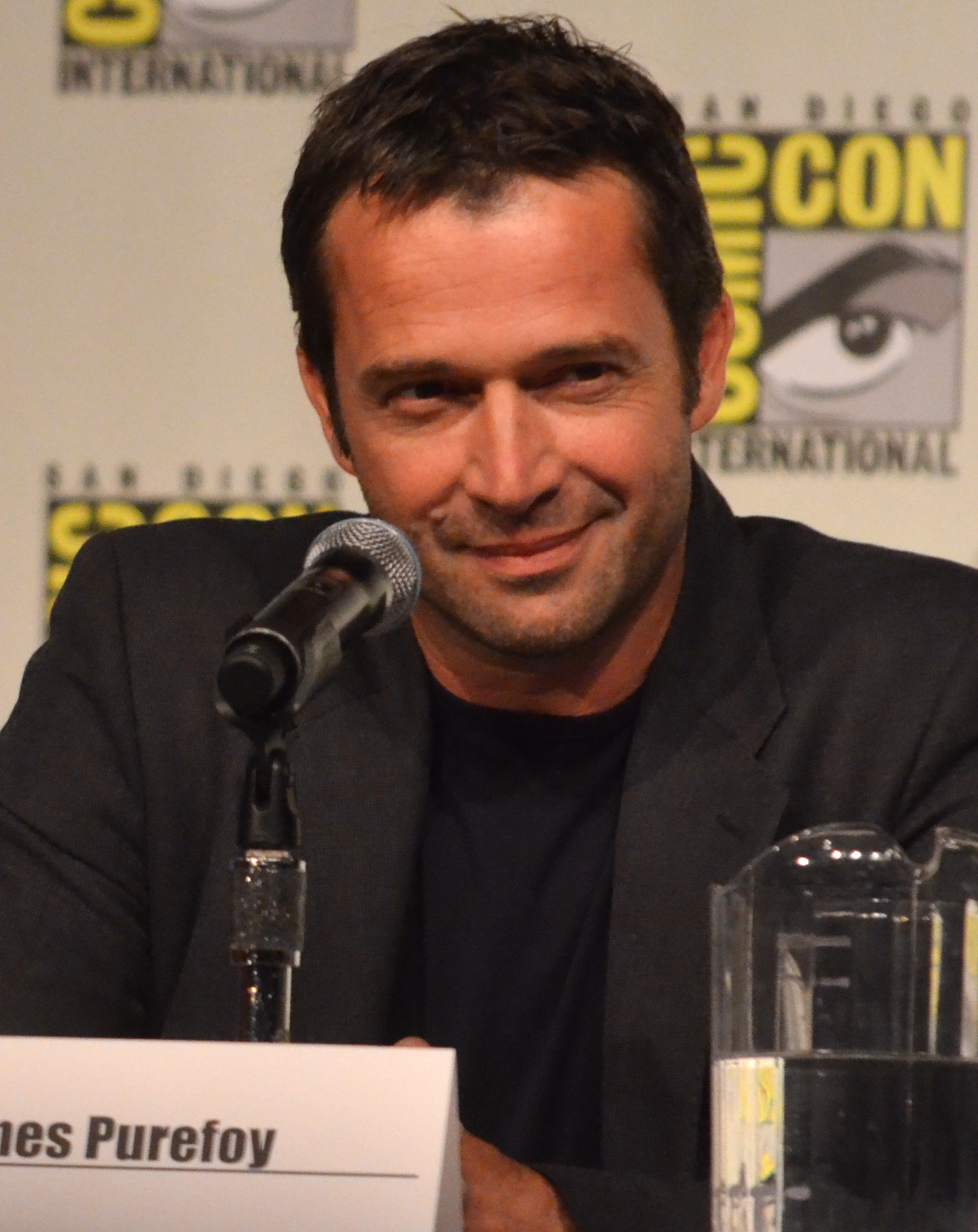
James Purefoy spielt Rob Randolph

### Labia
Labia (dargestellt durch Sophie Rundle) ist die Stalkerin von Matt. Als sie 8 Jahre alt war, hatte sie Krebs. Durch die Organisation Make-a-Wish bekam sie die Möglichkeit, mit Matt ins Disneyland zu gehen. Nachdem sie den Krebs unerwartet überlebt, beginnt sie Matt zu stalken, was LeBlanc dazu bringt sich eine Fernhalteanordnung zu besorgen. Trotzdem versucht sie es weiter und bricht beispielsweise in sein Haus ein. Im Alter von 18 hatte sie auch mit LeBlanc Geschlechtsverkehr. Sie versucht auch mit anderen Personen aus Matts Leben Kontakt zu haben, darunter auch seine Kinder, was Diane sehr wütend macht. Im Alter von 23, ihr Alter in Staffel zwei, schläft Labia erneut mit Matt. Nachdem Diane dies mitbekommt, versucht sie das alleinige Sorgerecht zu bekommen. Sie ist Fan der Serie Friends.

### Eileen Jaffee
Eileen (dargestellt durch Andrea Rosen) ist eine Agentin bei der William Morris Agency. Sie vertritt Sean und Beverly beim Verkauf ihrer Serie The Opposite of Us.

### Wendy
Wendy (dargestellt durch Scarlett Rose Patterson) ist die Assistentin von Sean und Beverly. Sie ist oft gelangweilt und faul, weshalb sie oft versucht, früher nach Hause gehen zu dürfen.

### Rob Randolph
Rob (dargestellt durch James Purefoy) ist der jüngere Bruder von Morning. In der zweiten Staffel datete er Beverly. Er fährt einen Truck, auf welchen Sean neidisch ist.

### Wallace
Wallace (dargestellt durch Lou Hirsch) ist der Wachmann der Siedlung in Beverly Hills. Er kann sich nie an Beverly und Sean erinnern, weshalb er Probleme damit hat, sie durch das Tor zu lassen. Dies macht die Lincolns wütend und sie empfinden es als nervig.